# Perlhütte
Perlhütte ist ein Ortsteil der Stadt Waldmünchen im Landkreis Cham des Regierungsbezirks Oberpfalz im Freistaat Bayern.

## Geografie
Perlhütte liegt an der Staatsstraße 2146, 1,3 Kilometer nordöstlich von Waldmünchen und 2,5 Kilometer südwestlich der tschechischen Grenze. 1 Kilometer westlich von Perlhütte befindet sich der Perlsee. Nordöstlich von Perlhütte erhebt sich der 742 Meter hohe Galgenberg.

## Geschichte
Perlhütte erschien erstmals mit Angaben für 1861 im Topographisch-statistischen Handbuch des Königreichs Bayern unter dem Namen Glasperlenhütte als Ortsteil der Stadt Waldmünchen. In der Kirchenmatrikel von 1916 tauchte dann bereits der Name Perlhütte auf. In den Ortsverzeichnissen wurde die Ortschaft bis 1950 Glasperlenhütte genannt und erst ab dem Verzeichnis von 1961 trug sie den Namen Perlhütte.
Bis zum Zweiten Weltkrieg handelte es sich um eine Einöde mit ein bis 2 Gebäuden und 4 bis 14 Einwohnern. Nach dem Zweiten Weltkrieg entstand eine Wohnsiedlung, die bereits 1950 mehr als 250 Einwohner und über 35 Wohngebäude hatte und sich in den folgenden Jahren immer weiter ausdehnte.
Perlhütte gehört zur Pfarrei Waldmünchen. 1997 hatte Perlhütte 298 Katholiken.

## Einwohnerentwicklung ab 1861
| Jahr | Einwohner | Gebäude |
| ---- | --------- | ------- |
| 1861 | 14        | k. A.   |
| 1871 | 4         | 1       |
| 1885 | 8         | 2       |
| 1900 | 7         | 2       |
| 1913 | 10        | 2       |
| 1925 | 6         | 2       |

| Jahr | Einwohner | Gebäude |
| ---- | --------- | ------- |
| 1950 | 258       | 37      |
| 1961 | 268       | 55      |
| 1970 | 386       | k. A.   |
| 1987 | 351       | 105     |
| 2011 | 309       | k. A.   |

## Tourismus
Durch Perlhütte verläuft der Mountainbikeweg MTB-Tour 12 und am östlichen Ortsrand vorbei die MTB-Tour 10 zum Čerchov. In 1 Kilometer Entfernung befindet sich der Perlsee mit Badestrand, Klettergarten, Campingplatz und vielen Spazier- und Wanderwegen.